# 川勝広有
川勝 広有（かわかつ ひろあり）は、江戸時代前期の旗本。秀氏流川勝家（本家）の3代当主。

## 生涯
寛永8年（1631年）、川勝広綱の嫡男川勝広尚の嫡男として江戸に生まれた。
正保元年（1644年）5月27日、14歳で初めて将軍徳川家光に謁見した。正保3年（1646年）7月6日、小姓組に列した。慶安3年（1650年）9月3日、西城書院番となり、後に小姓組に戻った。寛文元年（1661年）12月10日、祖父広綱の死去により、その家督を継いだ。知行は丹波内2,570石余。家督を継ぐ際、叔父川勝広氏に700石、叔父川勝広憲に300石を分知した。
寛文7年（1667年）閏2月28日、溝口源右衛門信勝、堀主膳親泰と伴に命により、諸国巡見使として伊豆、駿河、遠江、三河、尾張、伊勢、伊賀、志摩、近江、美濃、飛騨、信濃、甲斐の国を巡見した。寛文10年（1670年）6月19日より本所奉行を務めた。
延宝元年（1673年）9月3日、43歳で没した。家督は嫡男の広利が継いだ。